# رومرسکیرشن
رومرسکیرشن (به آلمانی: Rommerskirchen) یک شهر در آلمان است که در رهاین-کرایس نویسس واقع شده‌است. رومرسکیرشن ۱۲٬۹۷۱ نفر جمعیت دارد.

## خواهرخوانده
شهرهای کارشتدت و Mouilleron-le-Captif خواهرخوانده‌های رومرسکیرشن هستند.